# Courier Mail Server
The Courier Mail Server — почтовый сервер (сервер электронной почты) на основе открытых протоколов, таких, как ESMTP, IMAP, POP3, LDAP, SSL и HTTP. Этот почтовый сервер наиболее известен своей серверной компонентой IMAP.
Courier Mail Server может функционировать как почтовый релей (mail relay) между внутренней локальной сетью LAN и сетью интернет или выполнять окончательную доставку писем в почтовые ящики. Courier Mail Server использует Maildir как свой родной формат хранения данных. Файлы конфигурации имеют текстовый формат и могут включать в себя скрипты Perl.
Courier Mail Server может обеспечивать почтовые услуги для учётных записей операционных систем. Courier Mail Server может также обеспечить почтовые услуги для виртуальных почтовых аккаунтов, управляемых любой службой каталогов LDAP, Berkeley DB, MySQL или базой аутентификации PostgreSQL.
Компоненты Courier Mail Server, такие, как система фильтрации maildrop, серверы webmail и IMAP, могут быть установлены также как независимые пакеты, которые можно использовать с другими почтовыми серверами. Courier-IMAP популярен в комбинации с серверами Qmail, Exim и Postfix, которые конфигурируются, чтобы использовать формат хранения электронной почты Maildir.
Исходный код Courier Mail Server компилируется на большинстве POSIX-подобных операционных систем, основанных на ядрах Linux и BSD.